# Bulbonervus semilunaris
Bulbonervus semilunaris är en stekelart som beskrevs av Roy D. Shenefelt 1969. Bulbonervus semilunaris ingår i släktet Bulbonervus och familjen bracksteklar. Inga underarter finns listade.